# COIMA
Gruppo COIMA, acronimo di Consulenti Immobiliari Associati, è una holding finanziaria controllata dalla famiglia Catella attiva nel settore immobiliare italiano. Il gruppo, attraverso le società COIMA REM e COIMA SGR, ha in gestione al 2021 un patrimonio immobiliare di 8,4 miliardi di euro.
COIMA opera nell'investimento nello sviluppo e gestione di patrimoni immobiliari per conto di investitori istituzionali con sede a Milano, in Italia. La società ha sviluppato e gestisce, all'interno del suo portafoglio, diversi grattacieli di Milano, tra cui la Torre Unicredit, il grattacielo più alto d'Italia.

## Storia

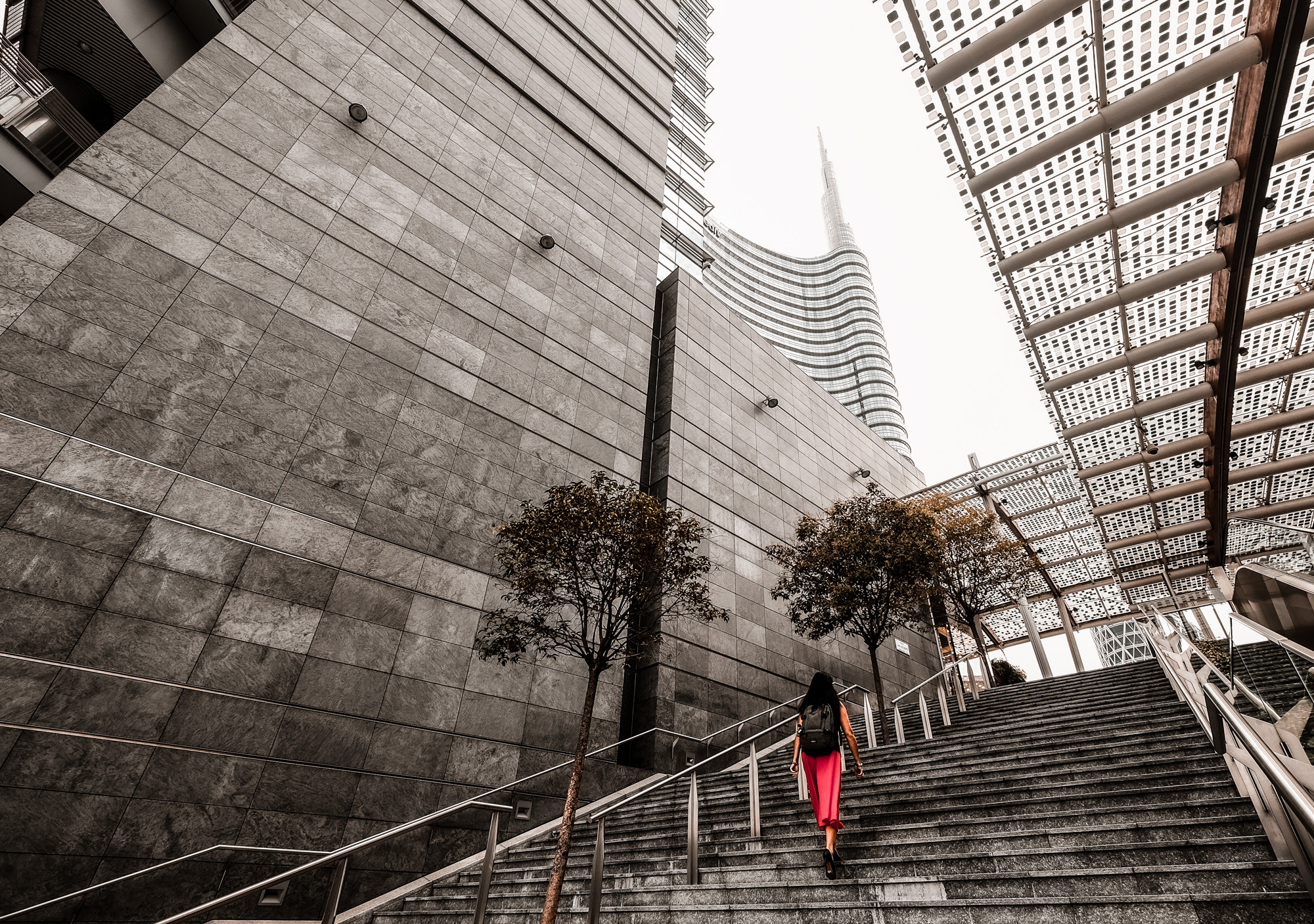
La Torre Unicredit, sviluppata da COIMA e gestita all'interno del suo portafoglio

Le origini del gruppo risalgono al 1974, anno in cui viene fondato dalla famiglia Catella.
Alla fine degli anni 1990 la società avvia delle collaborazioni con Hines, che culminano con l'avviamento del progetto Porta Nuova per il quale COIMA è inizialmente coinvestore, codeveloper e property manager. Nel 2007, Catella e Hines costituiscono una società di gestione del risparmio, in seguito rilevata da Catella nel 2015 e rinominata COIMA SGR. L'anno successivo COIMA lancia la sua prima società di investimenti immobiliari quotata.
Nel 2021, il gruppo viene riorganizzato con la creazione di una struttura a holding.
Nel 2022, Porta Nuova diventa il primo quartiere al mondo ad ottenere la doppia certificazione di sostenibilità LEED e Well for Community.

## Attività
COIMA opera nel settore immobiliare tramite l'investimento, sviluppo e gestione di patrimoni immobiliari attraverso quattro principali entità: COIMA SGR, COIMA REM, COIMA HT e COIMA Image.
COIMA SGR è la società di gestione del risparmio del gruppo. Al 2025, gestisce 33 fondi di investimento immobiliare, con oltre 10 miliardi di euro di investimenti stabilizzati, 170 proprietà nel portafoglio e più di 200 conduttori. La controllata collabora e investe per conto di alcuni dei maggiori fondi sovrani internazionali, come Qatar Investment Authority, CDPQ e Abu Dhabi Investment Authority. COIMA REM è specializzata nello sviluppo e gestione operativa di asset immobiliari. Infine, COIMA HT (Human Technology) è dedicata alla digitalizzazione nell'ambito degli spazi urbani e immobiliari, mentre COIMA Image è specializzata in progettazione architettonica.

## Proprietà di rilievo
- Porta Nuova, a Milano, che include edifici iconici come la Torre Unicredit e la Torre Diamante, realizzati a seguito di un vasto progetto di riqualificazione urbana che ha trasformato un'ex area industriale in un quartiere moderno e sostenibile.
- Torre Gioia 22, a Milano
- Torre Servizi Tecnici Comunali, a Milano
- I Portali, a Milano
- Feltrinelli Porta Volta, a Milano
- Corso Como Place, a Milano
- Scalo Romana, a Milano, con il Villaggio Olimpico di Milano
- Hotel des Bains, al Lido di Venezia

## Struttura

### Società controllate

#### COIMA REM
COIMA REM, acronimo di Real Estate Management, è una società di sviluppo e gestione immobiliare fondata nel 1974 come COIMA s.r.l. da Riccardo Catella e Vittorio Lumina, fondatore di Domomedia. COIMA REM è azionista anche della società COIMA Image, fondata in collaborazione con COIMA s.r.l. negli anni ottanta è specializzata nei servizi di architettura e progettazione di interni; è attiva in numerosi progetti del Gruppo COIMA.

#### COIMA SGR
COIMA SGR, acronimo di Società Gestione Risparmio, è una società di gestione del risparmio fondata il 25 agosto 2015 in seguito all'acquisizione e al rebranding da parte di Manfredi Catella di Hines Italia SGR, le cui operazioni furono autorizzate dalla Banca d'Italia nel 2007. Al 31 dicembre 2020 la società gestiva 26 fondi di investimento immobiliare per circa 5,7 miliardi di euro per conto di fondi pensione come Poste Vita, di fondi sovrani come la Qatar Investment Authority e di altri investitori istituzionali. COIMA SGR detiene la anche completa proprietà di Residenze Porta Nuova, un'agenzia immobiliare specializzata nella vendita delle residenze del quartiere di Porta Nuova tra cui quelle del Bosco Verticale e della Torre Solaria.

#### COIMA HT
COIMA HT, acronimo di Human Technology, e una società fondata nel 2020 in collaborazione con la Qatar Investment Authority dedicata alla digitalizzazione del Gruppo COIMA attraverso la creazione di piattaforme digitale e alla valorizzazione tecnologica degli asset gestiti dal gruppo.

### Altre attività

#### Fondazione Riccardo Catella

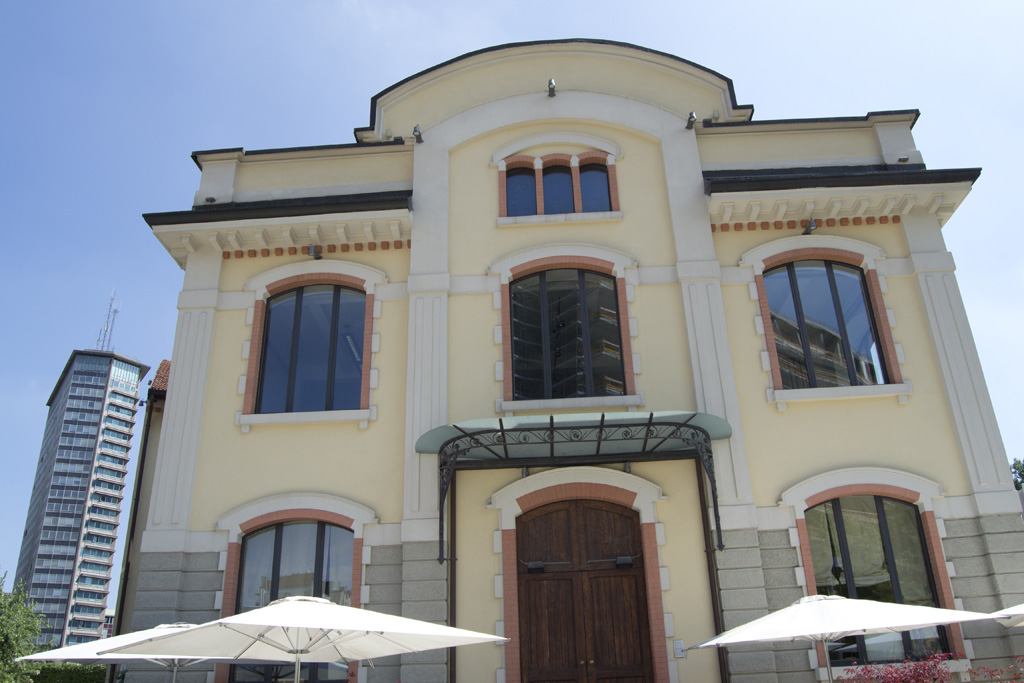
La sede della Fondazione Riccardo Catella

La Fondazione Riccardo Catella è un'organizzazione non profit istituita nel 2005 impegnata nella promozione della sostenibilità ambientale territoriale attraverso attività culturali e di ricerca che sensibilizzino l'opinione pubblica sull’importanza del verde urbano e delle aree pubbliche, promuove inoltre programmi di investimento immobiliare sostenibile. Dal luglio 2019 la fondazione, in collaborazione con il Comune di Milano e il Gruppo COIMA, diventa responsabile della gestione e della sicurezza del parco Biblioteca degli Alberi di Milano (BAM), parco pubblico dell'area del progetto Porta Nuova. La fondazione ha sede in un antico magazzino ferroviario della fine del XIX secolo posto nel parco BAM e affiancato da un giardino pubblico. Dal 2019 la fondazione controlla la società Big Spaces, attiva dal 2013 nella promozione, commercializzazione e gestione degli spazi di Porta Nuova attraverso la realizzazione di eventi, produzioni televisive, pubblicitarie e cinematografiche tramite il marchio Milano City Studios.

## Azionariato
Al 2021 la società è di intera proprietà della holding COIMA Founders il cui azionariato è suddiviso come segue:
- Famiglia Catella: 78,8%
- Micheli e Associati: 7,2%
- Domomedia: 5,0%
- Gabriele Bonfiglioli: 4,5%
- Matteo Ravà: 4,5%